# Метилотрофи
Метилотрофи або метилобактерії  —  аеробні або анаеробні бактерії, що використовують як джерело карбону та енергії окислені або заміщені похідні метану, що не мають С-С зв'язку, але нездатні рости просто на метані.
Ростовими субстратами  для метилобактерій служать метанол, метиламін, диметиламін , триметиламін, галометани (хлорметан та дихлорметан), сірковмісні сполуки — метансульфонова кислота , диметилсульфід і т. д. Деякі з цих сполук, наприклад, триметиламін  — (СН3)3N, містять більше одного атома карбону, але не містять С-С зв'язку. До цієї групи мікроорганізмів також належать ті, що здатні засвоювати відновлені одновуглецеві сполуки у вигляді вуглекислого газу, і здійснюють це за допомогою рибулозо-бісфосфатного шляху.

## Біологічне значення
Доступність метанолу як поновлюваного субстрату та успіхи в розшифровці біохімічної та генетичної структури унікальних шляхів С1-метаболізму в метилобактерій створили наукове підґрунтя для промислової реалізації їхнього біотехнологічного потенціалу.
Метилотрофні мікроорганізми становлять значний інтерес як потенційні об'єкти біотехнології: для виробництва білка, ферментів, ліпідів, стеринів, гормонів, антиоксидантів, пігментів, полісахаридів, чинників транспорту заліза, первинних і вторинних метаболітів тощо.